# پل کراسلی (بازیکن فوتبال)
پل کراسلی (انگلیسی: Paul Crossley; ۱۴ ژوئیهٔ ۱۹۴۸ – ۱۱ مارس ۱۹۹۶) بازیکن فوتبال اهل بریتانیا بود.
از باشگاه‌هایی که در آن بازی کرده‌است می‌توان به باشگاه فوتبال پرستون نورث اند، باشگاه فوتبال روچدیل، باشگاه فوتبال ساوتپورت، و باشگاه فوتبال ترانمره راورز اشاره کرد.